# Semeteš
Semeteš (en serbe cyrillique : Семетеш) est un village de Serbie situé dans la municipalité de Raška, district de Raška. Au recensement de 2011, il comptait 90 habitants.

## Démographie
| 1948 | 1953 | 1961 | 1971 | 1981 | 1991 | 2002 | 2011 |
| ---- | ---- | ---- | ---- | ---- | ---- | ---- | ---- |
| 332  | 352  | 378  | 352  | 304  | 231  | 152  | 90   |

|  |